# Ullmannit
Ullmannit, veraltet auch als Antimonnickelglanz bzw. -kies, Nickelantimonglanz bzw. -kies oder Nickelspießglaserz bekannt, ist ein selten vorkommendes Mineral aus der Mineralklasse der „Sulfide und Sulfosalze“ mit der chemischen Zusammensetzung NiSbS und damit chemisch gesehen ein Nickel-Antimon-Sulfid.
Ullmannit kristallisiert im kubischen Kristallsystem und entwickelt meist Kombinationen kubischer Kristalle und Durchdringungszwillinge, kommt aber auch in Form derber Mineral-Aggregate vor. Frische Ullmanitproben sind von silberweißer oder bleigrauer bis stahlgrauer Farbe, die nach einiger Zeit an der Luft schwarz oder bunt anlaufen.
Ullmannit bildet eine Mischkristallreihe mit Willyamit, welches Cobalt enthält.

## Etymologie und Geschichte
Erstmals gefunden wurde Ullmannit 1843 in der Grube Storch & Schöneberg in Gosenbach im Siegerland und beschrieben durch Julius Fröbel, der das Mineral nach Johann Christoph Ullmann (1771–1821) benannte.

## Klassifikation
In der veralteten 8. Auflage der Mineralsystematik nach Strunz gehörte der Ullmannit zur Mineralklasse der „Sulfide und Sulfosalze“ und dort zur Abteilung „Sulfide mit M : S < 1 : 1“, wo er gemeinsam mit Kallilith und Willyamit in der „Ullmannit-Reihe“ mit der Systemnummer II/C.06b steht.
In der zuletzt 2018 überarbeiteten Lapis-Systematik nach Stefan Weiß, die formal auf der alten Systematik von Karl Hugo Strunz in der 8. Auflage basiert, erhielt das Mineral die System- und Mineralnummer II/D.18-040. Dies entspricht der Klasse der „Sulfide und Sulfosalze“ und dort der Abteilung „Sulfide mit dem Stoffmengenverhältnis Metall : S,Se,Te < 1 : 1“, wo Ullmannit zusammen mit Cobaltit, Gersdorffit, Hollingworthit, Irarsit, Jolliffeit, Kalungait, Milotait, Platarsit, Tolovkit und Willyamit die „Cobaltitgruppe“ mit der Systemnummer II/D.18 bildet.
Die von der International Mineralogical Association (IMA) zuletzt 2009 aktualisierte 9. Auflage der Strunz’schen Mineralsystematik ordnet den Ullmannit in die Klasse der „Sulfide und Sulfosalze (Sulfide, Selenide, Telluride, Arsenide, Antimonide, Bismutide, Sulfarsenide, Sulfantimonide, Sulfbismutide)“ und dort in die Abteilung „Metallsulfide mit M : S ≤ 1 : 2“ ein. Hier ist das Mineral in der Unterabteilung „M : S = 1 : 2, mit Fe, Co, Ni, PGE usw.“ zu finden, wo es zusammen mit Changchengit, Cobaltit, Gersdorffit, Hollingworthit, Irarsit, Jolliffeit, Kalungait, Krutovit, Maslovit, Mayingit, Michenerit, Milotait, Orthogersdorffit, Padmait, Paragersdorffit, Platarsit, Tolovkit und Willyamit die „Gersdorffitgruppe“ mit der Systemnummer 2.EB.25 bildet.
In der vorwiegend im englischen Sprachraum gebräuchlichen Systematik der Minerale nach Dana hat Ullmannit die System- und Mineralnummer 02.12.03.03. Das entspricht der Klasse der „Sulfide und Sulfosalze“ und dort der Abteilung „Sulfidminerale“. Hier findet er sich innerhalb der Unterabteilung „Sulfide – einschließlich Seleniden und Telluriden – mit der Zusammensetzung AmBnXp, mit (m+n):p=1:2“ in der „Cobaltitgruppe (Kubische oder pseudokubische Kristalle)“, in der auch Cobaltit, Gersdorffit, Willyamit, Tolovkit, Platarsit, Irarsit, Hollingworthit, Jolliffeit, Padmait, Michenerit, Maslovit, Testibiopalladit, Changchengit, Milotait und Kalungait eingeordnet sind.

## Kristallstruktur
Ullmannit kristallisiert im kubischen Kristallsystem in der Raumgruppe P213 (Raumgruppen-Nr. 198) mit dem Gitterparameter a = 5,886 Å sowie vier Formeleinheiten pro Elementarzelle.

## Eigenschaften
Vor der Lötlampe zeigt Ullmannit als Reaktion des Antimons eine bläulich-weiße Flamme. Königswasser färbt sich durch die Auflösung des Minerals grün.

## Modifikationen und Varietäten
Die dem Ullmannit zugerechnete Varietät Kallilith ist eigentlich ein Gemenge aus Bismuthinit, Hauchecornit, Millerit und Ullmannit, das erstmals in der Grube Friedrich gefunden wurde.
Als Korynit wird eine eisen- und arsenhaltige Varietät des Ullmannit, aber auch eine antimon- bzw. arsenhaltige Varietät des Gersdorffit bezeichnet.

## Bildung und Fundorte

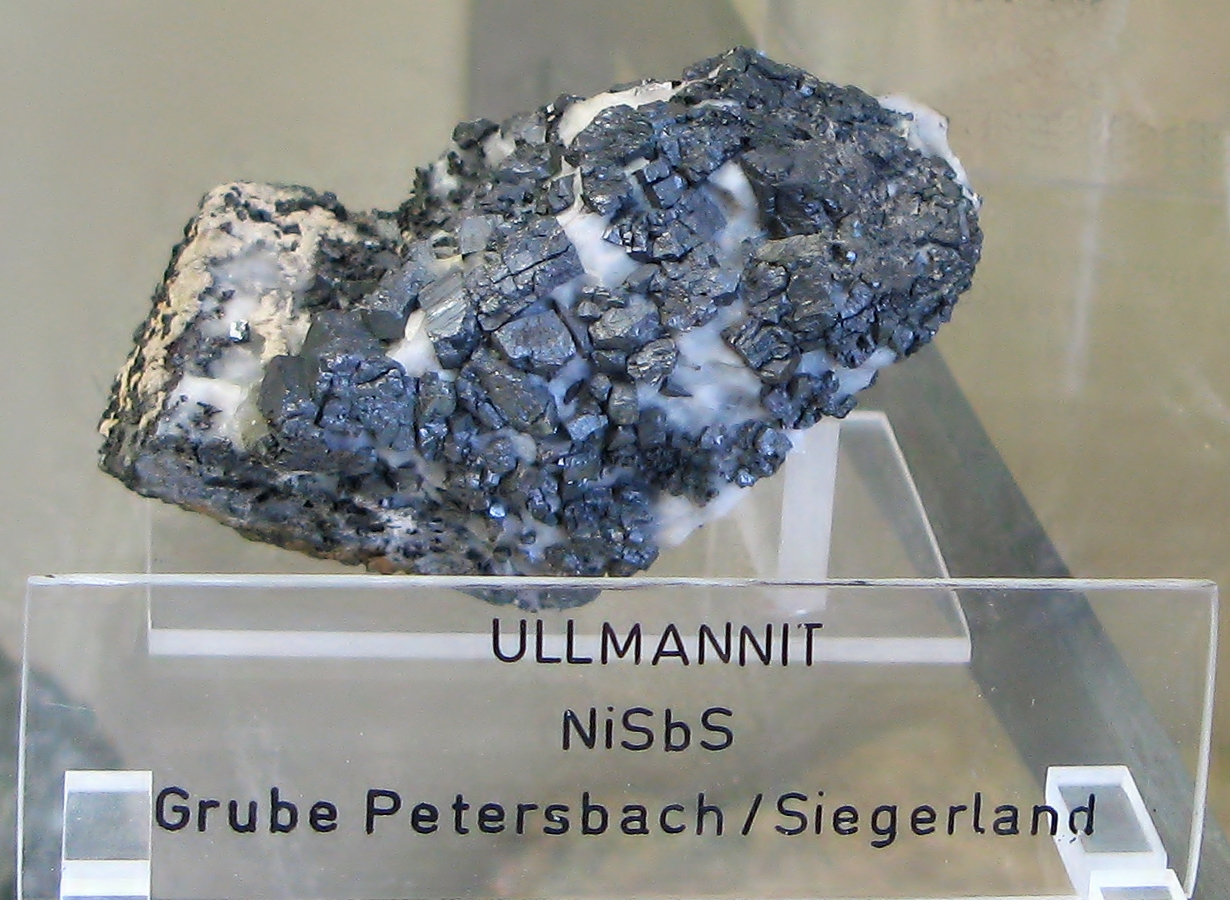
Ullmannit aus der Grube Petersbach, Siegerland – Ausgestellt im Mineralogischen Museum der Uni Bonn

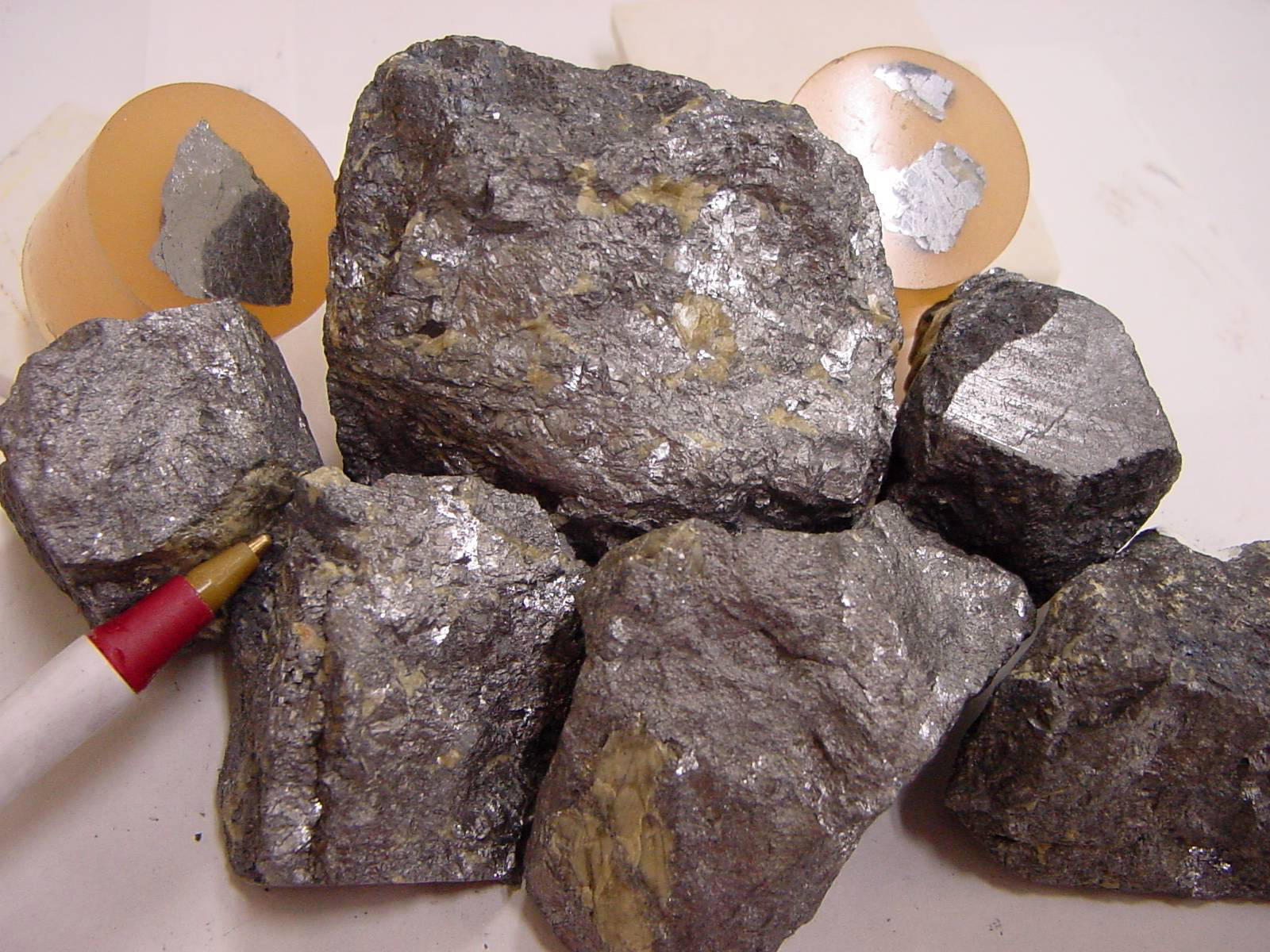
Einige große Mineralproben aus der Mineralsammlung der Brigham Young Universität, Fakultät Geologie, Provo, Utah

Ullmannit bildet sich durch hydrothermale Vorgänge in nickelreichen Erz-Gängen. Begleitminerale sind unter anderem Chalkopyrit, Dyskrasit, Gersdorffit, Galenit, Nickelin, Pentlandit, Pyrrhotin und Tetraedrit.
Als eher seltene Mineralbildung kann Ullmannit an verschiedenen Fundorten zum Teil zwar reichlich vorhanden sein, insgesamt ist er jedoch wenig verbreitet. Als bekannt gelten bisher (Stand 2015) rund 300 Fundorte. Neben seiner Typlokalität, der Grube Storch & Schöneberg, trat das Mineral in Deutschland noch in der Grube Tannenboden bei Wieden in Baden-Württemberg; den Erzgruben bei Lichtenberg und Lam (Fürstenzeche) in Bayern; auf der Bangertshöhe bei Hochstädten (Bensheim) in Hessen; im Steinbruch Am Heimberg bei Wolfshagen im Harz und in der Grube Roter Bär bei Sankt Andreasberg in Niedersachsen; in der Grube Lüderich im Bensberger Erzrevier, der Grube Klappertshardt bei Hummerzheim, den Gruben Aurora und Dörnberg bei Ramsbeck im Sauerland in Nordrhein-Westfalen; in vielen weiteren Gruben im Siegerland und in der Eifel von Nordrhein-Westfalen bis Rheinland-Pfalz; im Steinbruch Reimersgrün bei Limbach und der Grube Hoff auf Gott bei Bösenbrunn im Vogtland in Sachsen sowie bei Ronneburg, Tännig (Bad Lobenstein) und Kamsdorf in Thüringen zutage.
In Österreich fand man Ullmannit unter anderem im Hüttenberger Erzberg in Kärnten, bei Schwemmberg (Radstadt) und Mitterberg (Mühlbach am Hochkönig) in Salzburg, an einigen, kleinen Fundpunkten in der Steiermark sowie in den Goldbergwerken bei Hainzenberg und Zell am Ziller in Tirol.
In der Schweiz kennt man das Mineral bisher nur aus Gesteinsproben, die beim Bau des Gotthardtunnels nahe Göschenen und beim Bau des Furka-Basistunnels bei Realp im Kanton Uri gewonnen wurden, sowie aus der Grube Plantorin in der Gemeinde Ayer und auf der Küferalp im Illgraben im Kanton Wallis.
Erwähnenswert aufgrund außergewöhnlicher Ullmannitfunde ist unter anderem ein unbenanntes Bergwerk am Monte Narba bei Sarrabus-Gerrei auf der italienischen Insel Sardinien, in dem bis zu zwei Zentimeter durchmessende Kristalle zutage traten. Immerhin noch einen Zentimeter große Kristalle wurden bei Kšice in Tschechien entdeckt.
Weitere Fundorte liegen unter anderem in Argentinien, Australien, Bolivien, Brasilien, Bolivien, Bulgarien, Burkina Faso, China, Finnland, Frankreich, Ghana, Indien, Irland, Japan, Kanada, Kasachstan, Luxemburg, Marokko, Norwegen, Portugal, Rumänien, Russland, Schweden, der Slowakei, Spanien, Südafrika, Tansanie, Usbekistan, im Vereinigten Königreich (England, Wales) und in den Vereinigten Staaten von Amerika (Alaska, Colorado, Nevada).